# Juri Toppan
Juri Toppan (Treviso, Italia, 20 de enero de 1990) es un futbolista italiano. Juega de Defensa y su actual equipo es el Calcio Montebelluna.

## Clubes
| Club                     | País   | Año             |
| ------------------------ | ------ | --------------- |
| S.S. Villacidrese Calcio | Italia | 2009 - 2010     |
| Calcio Catania           | Italia | 2010            |
| Spezia Calcio            | Italia | 2011            |
| Foggia Calcio            | Italia | 2011            |
| Treviso FC               | Italia | 2012 - 2013     |
| Paganese Calcio 1926     | Italia | 2013 - 2014     |
| Club Celaya              | México | 2015            |
| Calcio Montebelluna      | Italia | 2015 - Presente |